# Dabiševac
Dabishec en albanais et Dabiševac en serbe latin (en serbe cyrillique : Дабишевац) est une localité du Kosovo située dans la commune/municipalité de Pristina, district de Pristina (Kosovo) ou district de Kosovo (Serbie). Selon le recensement kosovar de 2011, elle compte 108 habitants.

## Démographie

### Évolution historique de la population dans la localité
| 1948 | 1953 | 1961 | 1971 | 1981 | 1991 | 2011 |
| ---- | ---- | ---- | ---- | ---- | ---- | ---- |
| 544  | 624  | 731  | 727  | 594  | 606  | 108  |

|  |

### Répartition de la population par nationalités (2011)
En 2011, les Albanais représentaient 99,07 % de la population.